# 2016年の相撲
2016年の相撲（2016ねんのすもう）では、2016年（平成28年）の相撲関連の出来事についてまとめる。
2015年-2016年-2017年

## できごと

### 1月
- 6日 - 【大相撲】中村親方（元関脇・琴錦）が、年寄「朝日山」を継承し、名跡変更した[1]。
- 7日 - 【大相撲】小野川親方（元幕内 武州山）が、年寄「清見潟」に名跡変更した[2]。
- 12日 - 【大相撲】安美錦がこの日の横綱鶴竜戦で金星を挙げた。新入幕から93場所での金星獲得は寺尾（89場所）を抜いて史上1位[3]。
- 17日
  - 【大相撲】翌日の取組発表後に幕内力士1名が休場届を提出したため9日目の取組の割り返しが行われ、中入り後の19番中2番が変更になった[4]。
  - 【大相撲】稀勢の里と琴奨菊の幕内での対戦がこの日で58回目となり、史上最多記録に並んだ[5]。
- 19日 - 【大相撲】横綱白鵬が10勝目を挙げて横綱在位中の2桁白星は50場所目となり、北の湖の記録を抜いて史上単独1位となった[6]。
- 21日
  - 【大相撲】日本相撲協会の平野兼司評議員が辞任[7]。
  - 【大相撲】元幕内の大道が現役を引退し、年寄「小野川」を襲名した[8]。
  - 【大相撲】大関琴奨菊が1991年1月場所の霧島以来25年ぶりとなる3日連続の横綱戦勝利を達成[9]。
- 22日 - 【大相撲】元幕内の土佐豊が引退、年寄「安治川」を襲名[10]。
- 24日 - 【大相撲】初場所で、大関琴奨菊が14勝1敗で幕内初優勝。日本出身力士の幕内最高優勝は、2006年の初場所での栃東以来10年ぶり[11]。
- 28日
  - 【大相撲】日本相撲協会は、東京・両国国技館で役員候補選挙の立候補届け出を受け付け、理事候補選には定員10人に対し、11人が届け出。八角理事長（元横綱・北勝海）や尾車事業部長（元大関・琴風）、貴乃花理事（元横綱）らが立候補した一方、立候補の意思を示していた九重親方（元横綱・千代の富士）は出馬を見送った。また、定数3の副理事候補選には4人が立候補[12]。
  - 【大相撲】日本相撲協会理事会が近畿大学4年の石橋広暉（高砂部屋）の三段目付出を承認。三段目付出での入門決定は史上初[13]。
- 29日 - 【大相撲】日本相撲協会の役員候補選挙が行われ、出馬した11人のうち現理事長の八角（元横綱北勝海）をはじめ、事業部長の尾車（元大関琴風）、元横綱の貴乃花ら10人が当選[注 1] した一方、高島（元関脇高望山）が落選。また副理事候補選では、芝田山（元横綱大乃国）、玉ノ井（元大関栃東）、藤島（元大関武双山）が当選し、井筒（元関脇逆鉾）が落選[14]。

### 2月
- 29日 - 【大相撲】日本相撲協会が3月場所の番付を発表[15]。舛ノ山が三賞獲得経験者として史上初めて序二段に陥落[16]。

### 3月
- 11日 - 【大相撲】 この日行われた日本相撲協会の理事会において、「複数の力士が賭博を行っている」との匿名通報があったことを明らかにした。ただし「信憑性に疑問がある」として慎重に調査を進める方針。他にも理事長選挙に絡み脅迫電話があったことも明らかにした[17]。
- 14日 - 【大相撲】横綱白鵬がこの日の取組に勝ち、北の湖の持っていた横綱在位中の勝利数記録を更新し歴代単独最多となった[18]。
- 15日 - 【大相撲】3月場所3日目のこの日までに3横綱全員に黒星がついたが、3日目までに3横綱全員に黒星がつくのは1982年9月場所以来約34年ぶり[19]。
- 21日 - 【大相撲】大関琴奨菊と大関稀勢の里の幕内での対戦がこの日で59回目となり史上最多記録を更新した[20]。
- 27日 - 【大相撲】3月場所が千秋楽となり、14勝1敗で横綱白鵬の4場所ぶり36度目の幕内最高優勝が決まった[21]。
- 28日 - 【大相撲】日本相撲協会はこの日の評議員会で新しい役員を選出した。続く理事会で日本相撲協会理事長選挙が行われ、現職の八角理事長（元横綱北勝海）が総合企画部長を務める貴乃花親方（元横綱）を破り再選された[22][23]。
- 29日 - 【大相撲】日本相撲協会はこの日の評議員会で新しい外部理事3名と評議員1名を選任した[24]。
- 30日 - 【大相撲】この日に日本相撲協会の新たな職務分掌が決定。事業部長に尾車（留任）、総合企画部長に鏡山、広報部長に春日野など[25]。

### 4月
- 4日 - 【大相撲】4月9日付で停年（定年）退職する千賀ノ浦親方（元関脇舛田山）と日本相撲協会が再雇用契約を締結[26]。
- 8日 - 【大相撲】常盤山親方（元小結・隆三杉）が千賀ノ浦親方（元関脇・舛田山）と名跡交換し、千賀ノ浦部屋を継承した[27]。

### 5月
- 8日
  - 【大相撲】日本相撲協会は5月場所の新弟子検査の合格者12名を発表した[28]。
  - 【大相撲】5月場所初日、横綱白鵬が関脇隠岐の海を下し、幕内勝利数を879とした。これによって、幕内勝利数歴代1位の魁皇に並ぶ[29]。
  - 【大相撲】千賀ノ浦部屋が出羽海一門から貴乃花一門へ移籍[30]。
  - 【大相撲】稲川親方（元小結普天王）が千賀ノ浦部屋から木瀬部屋に転属[31]。
- 9日 -  【大相撲】5月場所2日目、横綱白鵬が西前頭筆頭宝富士を下し、幕内勝利数を880とした。これによって、魁皇を抜いて、幕内勝利数歴代1位となる[32]。
- 21日 - 【大相撲】5月場所14日目のこの日に横綱白鵬が横綱日馬富士に勝利し、1敗で白鵬を追っていた大関稀勢の里が横綱鶴竜に敗れたため、白鵬の2場所連続37回目の優勝が決定。14日目までに優勝を決めるのはこれが16回目で史上単独1位となった（白鵬以前の史上最多記録は千代の富士の15回）[33]。
- 22日 - 【大相撲】5月場所千秋楽のこの日に大関照ノ富士の連敗が13となり、大関としての史上ワースト記録（これまでのワースト記録は名寄岩と汐ノ海が記録した12連敗）を更新した[34]。また、2勝13敗という成績は皆勤した大関としては2009年3月場所の千代大海と並ぶ最低記録となった[35]。

### 6月
- 1日 - 【大相撲】 朝日山親方（元関脇琴錦）が尾車部屋から独立し朝日山部屋を創設[36]。
- 13日 - 【大相撲】日本相撲協会はこの日の評議員会で新しい監事1名を選任した[37]。

### 7月
- 9日 - 【大相撲】2日目までの中入り後取組の発表後に幕内力士1名が休場を決めたため、2日目の中入り後取組が割り返しとなり、全20番中7番が変更された[38]。
- 12日 - 【大相撲】7月場所3日目の取組で横綱の鶴竜と日馬富士が共に平幕力士に敗れて金星を配給。金星が1日に2個配給されるのは1999年9月場所11日目以来、約17年ぶりだった[39]。
- 13日 - 【大相撲】横綱鶴竜が7月場所4日目から腰椎椎間板症のため途中休場[40]。
- 17日 - 【大相撲】横綱白鵬が7月場所8日目に松鳳山を送り出しで降し、史上初の幕内通算900勝を達成[41]。
- 23日 - 【大相撲】幕内佐田の海の7場所連続負け越しがこの日に決まり、幕内のワースト記録を更新した[42]。
- 24日 - 【大相撲】この日の7月場所千秋楽を単独トップの2敗で迎えた横綱日馬富士がこの日の取組に勝ち、4場所ぶり8度目の優勝を決めた[43]。
- 31日 - 【大相撲】元横綱・千代の富士（九重親方）が死去。61歳没[44]。

### 8月
- 2日 - 【大相撲】九重親方（元横綱千代の富士）の死去に伴い、佐ノ山親方（元大関千代大海）が年寄名跡「九重」を継承・襲名し、九重部屋を継承した[45]。また、年寄名跡「佐ノ山」は千代鳳が取得した[46]。
- 9日 - 【大相撲】日本相撲協会の評議員会が、鶴田卓彦評議員の退任に伴い、海老沢勝二を新しい評議員に選任した[47]。
- 25日 - 【大相撲】元小結の時天空が引退し、年寄「間垣」を襲名した[48]。

### 9月
- 8日 - 【大相撲】横綱白鵬が両足の怪我で9月場所を全休することを表明した[49]。
- 24日 - 【大相撲】9月場所14日目、大関の豪栄道が玉鷲に寄り切りで勝って初の幕内最高優勝を決める。大阪府出身力士の優勝は1930年1月場所の山錦善治郎（出羽海部屋、大阪市大淀区[注 2] 出身）以来、実に86年ぶり3人目であり、優勝制度施行以来103人目の優勝力士誕生となった[50]。
- 25日 - 【大相撲】9月場所千秋楽、前日に優勝が決まった大関豪栄道がこの日の取組に勝ち、史上初となる大関角番での全勝優勝を達成した[51]。
- 29日
  - 【大相撲】元幕内の玉飛鳥が引退し、年寄「荒磯」を襲名した[52]。
  - 【大相撲】日本相撲協会理事会が2017年1月場所の新弟子検査から年齢制限を緩和することを承認した[53]。

### 10月
- 12日 - 【大相撲】日本相撲協会理事会が春日山部屋師匠の春日山親方（元幕内・濵錦）に対して師匠辞任を全会一致で勧告した[54]。
- 19日 - 【大相撲】日本相撲協会理事会から師匠辞任勧告を受けた春日山親方（元幕内・濵錦）が勧告を受託したため春日山部屋が一時閉鎖となり、所属力士ら全員は追手風部屋預かりとなった[55]。
- 25日 - 【大相撲】安治川親方（元幕内・土佐豊）が、年寄「佐ノ山」に名跡変更した[56]。

### 11月
- 15日
  - 【大相撲】11月場所3日目、西前頭8枚目の勢と西前頭9枚目の輝の2人が幕内では昭和以降史上初となる、漢字一文字同士の対決が実現した。
  - 【大相撲】11月場所3日目、横綱白鵬が東前頭2枚目の魁聖に上手投げで勝ち、1047勝の元大関・魁皇（現・浅香山親方）、1045勝の元横綱・千代の富士に続く史上3人目の通算1000勝を大相撲史上最速となる16年目、31歳で達成[57][58][59]。
- 22日 - 【大相撲】11月場所10日目で横綱白鵬に年間最多勝の可能性が消滅し、史上最長の連続受賞記録が9年で止まった[60]。
- 26日
  - 【大相撲】11月場所14日目で、大関稀勢の里の初めての年間最多勝が確定した。優勝なしでの受賞は年6場所制以降で初めて[61]。
  - 【大相撲】11月場所14日目で、横綱鶴竜の7場所ぶり3度目の幕内最高優勝が決定した[62]。
- 27日 - 【大相撲】この日に千秋楽を迎えた11月場所で、共に皆勤した大関稀勢の里と大関琴奨菊の取組が組まれなかった。皆勤した大関同士の取組が組まれなかったのは、2010年11月場所の琴欧洲対魁皇以来、6年ぶり[63]。

### 12月
- 13日 - 【大相撲】高島親方（元関脇・高望山）が追手風部屋から宮城野部屋へ転属[64]。
- 22日 - 【大相撲】追手風部屋が伊勢ヶ濱一門から時津風一門へ移籍[65]。
- 26日 - 【大相撲】日本相撲協会が2017年1月場所の番付を発表した。継続中の記録としては一番長く、1878年から関取が継続していた高砂部屋所属の関取が138年ぶりに不在となった[66]。

## 大相撲

### 本場所

#### 一月場所（初場所）
両国国技館（東京都）を会場に、初日の2016年1月10日から千秋楽の1月24日までの15日間開催された。番付発表は2015年（平成27年）12月24日。
| タイトル     | タイトル     | 人物 （所属部屋 出身地） - 成績                                        |
| ------------ | ------------ | ---------------------------------------------------------------------- |
| 幕内最高優勝 | 幕内最高優勝 | 琴奨菊和弘（佐渡ヶ嶽部屋 福岡県柳川市出身）（初優勝） - 14勝1敗        |
| 三賞         | 殊勲賞       | 豊ノ島大樹（時津風部屋 高知県宿毛市出身）（45場所ぶり3回目） - 12勝3敗 |
| 三賞         | 敢闘賞       | 正代直也（時津風部屋 熊本県宇土市出身）（初受賞） - 10勝5敗            |
| 三賞         | 技能賞       | 該当者なし                                                             |
| 十両優勝     | 十両優勝     | 英乃海拓也（木瀬部屋 東京都江戸川区出身） - 11勝4敗                    |
| 幕下優勝     | 幕下優勝     | 栃丸正典（春日野部屋 東京都練馬区出身） - 6勝1敗 ※優勝決定戦勝利       |
| 三段目優勝   | 三段目優勝   | 千代の海明太郎（九重部屋 高知県幡多郡黒潮町出身） - 7戦全勝            |
| 序二段優勝   | 序二段優勝   | 魁渡頌胆（浅香山部屋 新潟県佐渡市出身） - 7戦全勝 ※優勝決定戦勝利      |
| 序ノ口優勝   | 序ノ口優勝   | 琴鎌谷将且（佐渡ヶ嶽部屋 千葉県松戸市出身） - 7戦全勝                  |

#### 三月場所（春場所、大阪場所）
大阪府立体育会館（大阪府）を会場に、初日の2016年3月13日から千秋楽の3月27日までの15日間開催された。番付発表は2月29日。本会場では前年に施設命名権が移動し、2015年9月1日より会場名が「エディオンアリーナ大阪」に変更され、番付表でも命名権の名称が表記されたが、放送法第83条（NHKにおける広告放送禁止規定）の適用は継続された為、報道ではこれまでと同様、大阪府の条例に基づく正式名称が用いられた。
| タイトル     | タイトル     | 人物 （所属部屋 出身地） - 成績                                                |
| ------------ | ------------ | ------------------------------------------------------------------------------ |
| 幕内最高優勝 | 幕内最高優勝 | 白鵬翔（宮城野部屋 モンゴル・ウランバートル出身）（4場所ぶり36回目） - 14勝1敗 |
| 三賞         | 殊勲賞       | 琴勇輝一巖（佐渡ヶ嶽部屋 香川県小豆郡小豆島町出身）（初受賞） - 12勝3敗        |
| 三賞         | 敢闘賞       | 該当者なし                                                                     |
| 三賞         | 技能賞       | 該当者なし                                                                     |
| 十両優勝     | 十両優勝     | 大砂嵐金崇郎（大嶽部屋 エジプト・ダカハレヤ出身） - 13勝2敗                    |
| 幕下優勝     | 幕下優勝     | 佐藤貴信（貴乃花部屋 兵庫県芦屋市出身） - 7戦全勝                              |
| 三段目優勝   | 三段目優勝   | 小柳亮太（時津風部屋 新潟県新潟市北区出身） - 7戦全勝 ※優勝決定戦勝利          |
| 序二段優勝   | 序二段優勝   | 琴太豪晃匡（佐渡ヶ嶽部屋 大分県日田市出身） - 7戦全勝                          |
| 序ノ口優勝   | 序ノ口優勝   | 朝玉木一嗣磨（高砂部屋 三重県伊勢市出身） - 7戦全勝                            |

#### 五月場所（夏場所）
両国国技館（東京都）を会場に、初日の2016年5月8日から千秋楽の5月22日までの15日間開催された。番付発表は4月25日。
| タイトル     | タイトル     | 人物 （所属部屋 出身地） - 成績                                                 |
| ------------ | ------------ | ------------------------------------------------------------------------------- |
| 幕内最高優勝 | 幕内最高優勝 | 白鵬翔（宮城野部屋 モンゴル・ウランバートル出身）（2場所連続37回目） - 15戦全勝 |
| 三賞         | 殊勲賞       | 該当者なし                                                                      |
| 三賞         | 敢闘賞       | 御嶽海久司（出羽海部屋 長野県木曽郡上松町出身）（初受賞） - 11勝4敗             |
| 三賞         | 技能賞       | 栃ノ心剛（春日野部屋 ジョージア・ムツヘタ出身）（初受賞） - 10勝5敗             |
| 十両優勝     | 十両優勝     | 千代の国憲輝（九重部屋 三重県伊賀市出身） - 12勝3敗                             |
| 幕下優勝     | 幕下優勝     | 小柳亮太（時津風部屋 新潟県新潟市北区出身） - 7戦全勝 ※優勝決定戦勝利           |
| 三段目優勝   | 三段目優勝   | 琴太豪晃匡（佐渡ヶ嶽部屋 大分県日田市出身） - 7戦全勝                           |
| 序二段優勝   | 序二段優勝   | 玉木一嗣磨（高砂部屋 三重県伊勢市出身） - 7戦全勝                               |
| 序ノ口優勝   | 序ノ口優勝   | 池川勇気（八角部屋 大阪府松原市出身） - 7戦全勝                                 |

#### 七月場所（名古屋場所）
愛知県体育館（愛知県）を会場に、初日の2016年7月10日から千秋楽の7月24日までの15日間開催された。番付発表は6月27日。
| タイトル     | タイトル     | 人物 （所属部屋 出身地） - 成績 |
| ------------ | ------------ | --- |
| 幕内最高優勝 | 幕内最高優勝 | 日馬富士公平（伊勢ヶ濱部屋 モンゴル・ゴビアルタイ出身）（4場所ぶり8回目） - 13勝2敗                                                               |
| 三賞         | 殊勲賞       | 嘉風雅継（尾車部屋 大分県佐伯市出身）（5場所ぶり2回目） - 10勝5敗                                                                                 |
| 三賞         | 敢闘賞       | 宝富士大輔（伊勢ヶ濱部屋 青森県北津軽郡中泊町出身）（初受賞） - 10勝5敗 貴ノ岩義司（貴乃花部屋 モンゴル・ウランバートル出身）（初受賞） - 12勝3敗 |
| 三賞         | 技能賞       | 髙安晃（田子ノ浦部屋 茨城県土浦市出身）（初受賞） - 11勝4敗                                                                                       |
| 十両優勝     | 十両優勝     | 天風浩二（尾車部屋 香川県仲多度郡琴平町出身） - 13勝2敗                                                                                           |
| 幕下優勝     | 幕下優勝     | 竜勢昇太（鏡山部屋 東京都葛飾区出身） - 7戦全勝                                                                                                   |
| 三段目優勝   | 三段目優勝   | 朝興貴祐貴（高砂部屋 兵庫県高砂市出身） - 7戦全勝                                                                                                 |
| 序二段優勝   | 序二段優勝   | 木﨑信志（木瀬部屋 沖縄県うるま市出身） - 7戦全勝 ※優勝決定戦勝利                                                                                 |
| 序ノ口優勝   | 序ノ口優勝   | 周志大和（木瀬部屋 奈良県奈良市出身） - 7戦全勝                                                                                                   |

#### 九月場所（秋場所）
両国国技館（東京都）を会場に、初日の2016年9月11日から千秋楽の9月25日までの15日間開催された。番付発表は8月29日。
| タイトル     | タイトル     | 人物 （所属部屋 出身地） - 成績                                      |
| ------------ | ------------ | -------------------------------------------------------------------- |
| 幕内最高優勝 | 幕内最高優勝 | 豪栄道豪太郎（境川部屋 大阪府寝屋川市出身）（初優勝） - 15戦全勝     |
| 三賞         | 殊勲賞       | 隠岐の海歩（八角部屋 島根県隠岐郡隠岐の島町）（初受賞） - 9勝6敗     |
| 三賞         | 敢闘賞       | 髙安晃（田子ノ浦部屋 茨城県土浦市出身）（13場所ぶり3回目） - 10勝5敗 |
| 三賞         | 技能賞       | 遠藤聖大（追手風部屋 石川県鳳珠郡穴水町）（初受賞） - 13勝2敗        |
| 十両優勝     | 十両優勝     | 大輝明道（八角部屋 埼玉県所沢市出身） - 12勝3敗                      |
| 幕下優勝     | 幕下優勝     | 山口雅弘（宮城野部屋 福岡県飯塚市出身） - 7戦全勝                    |
| 三段目優勝   | 三段目優勝   | 木﨑信志（木瀬部屋 沖縄県うるま市出身） - 7戦全勝                    |
| 序二段優勝   | 序二段優勝   | 周志大和（木瀬部屋 奈良県奈良市出身） - 7戦全勝 ※優勝決定戦勝利      |
| 序ノ口優勝   | 序ノ口優勝   | 舛ノ山大晴（千賀ノ浦部屋 千葉県印旛郡栄町出身） - 7戦全勝            |

#### 十一月場所（九州場所）
福岡国際センター（福岡県）を会場に、初日の2016年11月13日から千秋楽の11月27日までの15日間開催された。番付発表は10月31日。
| タイトル     | タイトル     | 人物（所属部屋 出身地） - 成績                                                                                                  |
| ------------ | ------------ | --- |
| 幕内最高優勝 | 幕内最高優勝 | 鶴竜力三郎（井筒部屋 モンゴル・スフバートル出身）（7場所ぶり3回目） - 14勝1敗                                                   |
| 三賞         | 殊勲賞       | 該当者なし |
| 三賞         | 敢闘賞       | 正代直也（時津風部屋 熊本県宇土市出身）（5場所ぶり2回目） - 11勝4敗 石浦将勝（宮城野部屋 鳥取県鳥取市出身）（初受賞） - 10勝5敗 |
| 三賞         | 技能賞       | 玉鷲一朗（片男波部屋 モンゴル・ウランバートル出身）（初受賞） - 10勝5敗                                                         |
| 十両優勝     | 十両優勝     | 佐藤貴信（貴乃花部屋 兵庫県芦屋市出身） - 12勝3敗                                                                               |
| 幕下優勝     | 幕下優勝     | 照強翔輝（伊勢ヶ濱部屋 兵庫県南あわじ市出身） - 7戦全勝                                                                         |
| 三段目優勝   | 三段目優勝   | 常幸龍貴之（木瀬部屋 東京都北区出身） - 7戦全勝 ※優勝決定戦勝利                                                                 |
| 序二段優勝   | 序二段優勝   | 朝山端克忠（高砂部屋 兵庫県加西市出身） - 7戦全勝                                                                               |
| 序ノ口優勝   | 序ノ口優勝   | 小笠原隆聖（伊勢ヶ濱部屋 青森県十和田市出身） - 7戦全勝 ※優勝決定戦勝利                                                         |

### 巡業

#### 春巡業
- 4月3日 - 伊勢神宮奉納大相撲（三重県・伊勢神宮相撲場）
  - 幕内力士トーナメント戦士権大会優勝者：稀勢の里寛[68]
- 4月4日 - 大相撲伊賀場所（三重県・三重県立ゆめドームうえの）[69]
- 4月5日 - 大相撲泉佐野場所（大阪府・J:COM末広体育館）[70]
- 4月6日 - 岡崎市制100周年記念 大相撲岡崎場所（愛知県・岡崎中央総合公園総合体育館）[71]
- 4月7日 - 大相撲松本場所（長野県・松本市総合体育館）[72]
- 4月8日 - 大相撲館林つつじ場所（群馬県・館林市城沼総合体育館）[73]
- 4月9日 - 大相撲藤沢場所（神奈川県・藤沢市秋葉台文化体育館）
  - 幕内上位トーナメント優勝者：稀勢の里寛[74]
- 4月10日 - 大相撲富士山静岡場所（静岡県・ツインメッセ静岡）[75]
- 4月12日 - 大相撲つくば場所（茨城県・つくばカピオ）[76]
- 4月13日 - 第1回大相撲川崎ふるさと場所（神奈川県・川崎市とどろきアリーナ）[77]
- 4月14日 - 大相撲町田場所（東京都・町田市立総合体育館）[78]
- 4月16日 - 大相撲高崎場所（群馬県・高崎市浜川体育館）[79]
- 4月17日 - 大相撲川口場所（埼玉県・芝スポーツセンター）[80]
- 4月18日 - 靖国神社奉納大相撲（東京都・靖国神社相撲場）[81]
- 4月19日 - 大相撲佐久場所（長野県・佐久市総合体育館）[82]
- 4月20日 - 大相撲富山場所（富山県・富山市総合体育館）[83]

#### 夏巡業
- 7月31日 - 岐阜新聞創刊135周年、織田信長公岐阜入城及び岐阜命名450年プレイベント 大相撲岐阜信長場所（岐阜県・岐阜メモリアルセンター）[84]
- 8月2日 - 大相撲福井場所（福井県・福井市体育館）[85]
- 8月4日 - 大相撲立川立飛場所（東京都・ららぽーと立川立飛南西・立飛ホールディングス所有地）[86]
- 8月5日 - 大相撲田村場所（福島県・田村市総合体育館）[87]
- 8月6日 - 胎内市総合体育館竣工記念 大相撲胎内場所（新潟県・胎内市総合体育館）[88]
- 8月7日 - 大相撲上越妙高場所（新潟県・リージョンプラザ上越）[89]
- 8月8日 - 大相撲白河場所（福島県・しらかわカタールスポーツパーク）[90]
- 8月9日 - いわき市市制施行50周年記念連携事業 大相撲いわき「絆」場所（福島県・いわき市立総合体育館）[91]
- 8月10日 - 大相撲福島場所（福島県・福島市国体記念体育館）[92]
- 8月11日 - 大相撲さくらんぼ寒河江場所（山形県・寒河江市民体育館）[93]
- 8月12日 - 13日 - 東日本大震災復興支援 大相撲仙台場所（宮城県・仙台市体育館）[94]
- 8月14日 - 大相撲盛岡場所（岩手県・盛岡市アイスアリーナ）[95]
- 8月16日 - 大相撲秋田場所（秋田県・秋田県立体育館）[96]
- 8月17日 - 平川市市制施行10周年記念事業 大相撲平川場所（青森県・ひらかドーム）[97]
- 8月18日 - 大崎市誕生10周年記念事業 大相撲大崎場所（宮城県・大崎市古川総合体育館）[98]
- 8月19日 - 北海道新幹線開業記念 函館アリーナ開館1周年記念 大相撲函館場所（北海道・函館アリーナ）[99]
- 8月20日 - 大相撲苫小牧場所（北海道・苫小牧市総合体育館）[100]
- 8月21日 - 大相撲札幌場所（北海道・つどーむ）[101]
- 8月25日 - 26日 - 大相撲平塚場所（神奈川県・平塚総合体育館）[102]
- 8月27日 - 大相撲東松山場所（埼玉県・大東文化大学東松山キャンパス総合体育館）[103]
- 8月28日 - KITTE場所（東京都・JPタワー）[104]

#### 秋巡業
- 10月5日 - 匝瑳市市制施行10周年記念 大相撲匝瑳場所（千葉県・八日市場ドーム）[105]
- 10月6日 - 千葉開府890年記念 大相撲千葉場所（千葉県・千葉ポートアリーナ）[106]
- 10月7日 - 大相撲入間場所（埼玉県・入間市市民体育館）[107]
- 10月8日 - 第4回大相撲さいたま場所（埼玉県・浦和駒場体育館）[108]
- 10月9日 - 大相撲富士山山梨場所（山梨県・アイメッセ山梨）[109]
- 10月10日 - 大相撲土浦・牛久場所（茨城県・霞ヶ浦文化体育会館）[110]
- 10月14日 - 大相撲豊橋場所（愛知県・豊橋市総合体育館）[111]
- 10月15日 - 大相撲金沢場所（石川県・金沢市総合体育館）[112]
- 10月16日 - 大相撲なにわ場所（大阪府・大阪府立体育会館）[113]
- 10月18日 - 大相撲和歌山場所（和歌山県・和歌山ビッグホエール）[114]
- 10月19日 - 大相撲四日市場所（三重県・四日市市中央緑地体育館）[111]
- 10月20日 - 大相撲京都場所（京都府・京都府立体育館）[115]
- 10月21日 - 大相撲ひょうご神戸場所（兵庫県・神戸市立中央体育館）[116]
- 10月22日 - 高知新聞企業創立50周年事業 大相撲高知場所（高知県・高知県民体育館）[117]
- 10月23日 - 大相撲松山場所（愛媛県・愛媛県武道館）[118]
- 10月24日 - 大相撲徳島場所（徳島県・アスティとくしま）[119]
- 10月25日 - 大相撲高松場所（香川県・サンメッセ香川）[120]
- 10月26日 - 大相撲庄原場所（広島県・庄原市総合体育館）[121]
- 10月27日 - 大相撲出雲場所（島根県・出雲ドーム）[122]
- 10月28日 - 大相撲倉敷場所（岡山県・倉敷市水島緑地福田公園体育館）[123]
- 10月29日 - 大相撲広島場所（広島県・広島サンプラザホール）[124]
- 10月30日 - 大相撲山口場所（山口県・維新百年記念公園スポーツ文化センター）[125]

#### 冬巡業
- 12月4日 - 大分合同新聞創刊130周年記念事業 大相撲大分場所（大分県・大分県立総合体育館）[126]
- 12月5日 - 熊本地震復興支援 大相撲中津場所（大分県・中津市総合体育館）[127]
- 12月6日 - 大相撲直方もち吉場所（福岡県・直方市体育館）[128]
- 12月7日 - 長崎国際テレビ開局25周年記念 大相撲佐世保場所（長崎県・佐世保市体育文化館）[129]
- 12月8日 - 大相撲大牟田場所（福岡県・大牟田市民体育館）[130]
- 12月9日 - 天草市合併10周年記念巡業 大相撲天草場所（熊本県・天草市民センター体育館）[131]
- 12月10日 - 大相撲熊本場所（熊本県・熊本県立総合体育館）[132]
- 12月11日 - 新市誕生10周年記念 大相撲都城場所（宮崎県・都城市早水体育文化センター）[133]
- 12月13日 - 大相撲佐賀よか場所（佐賀県・佐賀県総合体育館）[134]
- 12月15日 - 大相撲奄美場所（鹿児島県・名瀬総合体育館）[135]
- 12月17日 - 18日 - 大相撲沖縄場所（沖縄県・沖縄コンベンションセンター）[136]
- 12月20日 - 21日 - 大相撲宮古島場所（沖縄県・宮古島市総合体育館）[137]

### トーナメント大会
- 第40回日本大相撲トーナメント（2月7日・両国国技館）
  - 優勝： 白鵬翔（4年ぶり4回目）[138]

### その他
- 第49回NHK福祉大相撲（2月11日・両国国技館）[139]
- 大相撲beyond2020場所（10月4日・両国国技館）[140]
- 大相撲九州場所前夜祭（11月10日・福岡国際センター）[141]
- 平成29年1月場所番付発表（12月26日）

### 受賞
- 年間最多勝：稀勢の里寛　69勝21敗（初受賞）　（西日本新聞社により表彰）

### 新弟子検査合格者
四股名が太字の者は現役力士。最高位は引退力士のみ記載。
| 場所     | 人数 | 主な合格者 | 四股名     | 最高位     | 最終場所       | 備考               |
| -------- | ---- | ---------- | ---------- | ---------- | -------------- | ------------------ |
| 1月場所  | 10人 | 坂元元規   | 大奄美元規 | （現役）   | （現役）       | 幕下15枚目格付出   |
| 1月場所  | 10人 | 玉木一嗣磨 | 朝玉勢大幸 | （現役）   | （現役）       |                    |
| 3月場所  | 46人 | 石橋広暉   | 朝乃山広暉 | （現役）   | （現役）       | 三段目最下位格付出 |
| 3月場所  | 46人 | 木﨑信志   | 美ノ海義久 | （現役）   | （現役）       |                    |
| 3月場所  | 46人 | 坂口雄貴   | 平戸海雄貴 | （現役）   | （現役）       |                    |
| 3月場所  | 46人 | 小柳亮太   | 豊山亮太   | 前頭筆頭   | 2022年11月場所 | 三段目最下位格付出 |
| 3月場所  | 46人 | 稲垣善之   | 琴裕将由拡 | 十両13枚目 | 2024年9月場所  |                    |
| 5月場所  | 12人 | 梅野勝満   | 對馬洋勝満 | （現役）   | （現役）       |                    |
| 7月場所  | 3人  |            |            |            |                |                    |
| 9月場所  | 6人  | 庵原一成   | 翠富士一成 | （現役）   | （現役）       |                    |
| 9月場所  | 6人  | 小笠原隆聖 | 錦富士隆聖 | （現役）   | （現役）       |                    |
| 11月場所 | 8人  |            |            |            |                |                    |

### 引退
| 場所     | 人数 | 主な引退力士 | 最高位    | 初土俵        | 備考               |
| -------- | ---- | ------------ | --------- | ------------- | ------------------ |
| 1月場所  | 19人 | 土佐豊祐哉   | 前頭筆頭  | 2007年3月場所 | 年寄「安治川」襲名 |
| 1月場所  | 19人 | 大道健二     | 前頭8枚目 | 2005年3月場所 | 年寄「小野川」襲名 |
| 3月場所  | 12人 |              |           |               |                    |
| 5月場所  | 15人 |              |           |               |                    |
| 7月場所  | 10人 |              |           |               |                    |
| 9月場所  | 14人 | 時天空慶晃   | 小結      | 2002年7月場所 | 年寄「間垣」襲名   |
| 11月場所 | 19人 | 玉飛鳥大輔   | 前頭9枚目 | 1998年3月場所 | 年寄「荒磯」襲名   |

#### 引退相撲興行
- 1月30日 -  豊真将引退立田川襲名披露大相撲（両国国技館）[154]
- 5月28日 -  若の里引退西岩襲名披露大相撲（両国国技館）[155]
- 5月29日 -  旭天鵬引退大島襲名披露大相撲（両国国技館）[156]

#### 断髪式
- 6月4日 - 元幕内・大道（小野川親方）[157]
- 10月2日 - 元幕内・土佐豊（安治川親方）[158]

## アマチュア相撲

### 国際大会
- 4月17日（日） - 第4回国際女子相撲選抜堺大会　（大阪・堺市大浜公園相撲場）[159][160]
- 7月30日（土）～7月31日（日） - 世界相撲選手権2016が一般男女・ジュニア男女ともに国際相撲連盟・モンゴル相撲連盟主催により、モンゴル・ウランバートル市において同一会場・同時開催で行われた。またアジア相撲選手権も同時に行われた。
  - 第21回世界相撲選手権大会　- 開催日：7月30日（土）
  - 第12回世界女子相撲選手権大会　- 開催日：7月31日（日）
  - 第14回世界ジュニア相撲選手権大会　- 開催日：7月31日（日）
  - 第6回世界女子ジュニア相撲選手権大会　（原則として2年に1回開催）　- 開催日：7月30日（土）
  - 第12回アジア相撲選手権大会　- 開催日：7月31日（日）
  - 第7回アジア女子相撲選手権大会　- 開催日：7月30日（土）

### 国内大会
- 4月29日（金） - 第33回全日本大学選抜相撲宇和島大会	（愛媛・宇和島市営体育館特設土俵） [160]
- 5月3日0（火） -  第56回全国大学選抜相撲宇佐大会　（大分・宇佐市総合運動場宇佐相撲場）
- 5月5日0（木） - 第26回全国選抜大学・社会人対抗相撲九州大会　（福岡・福岡久山相撲場）
- 5月7日0（土） - 第67回東日本学生相撲新人選手権大会　（東京・靖国神社相撲場）
- 5月8日0（日） - 第66回西日本学生相撲新人選手権大会　（大阪・堺市大浜公園相撲場）
- 5月8日0（日） - 第17回全国選抜女子相撲大会　（大阪・堺市大浜公園相撲場）
- 5月15日（日） - 第54回全国選抜大学・実業団対抗相撲和歌山大会　（和歌山・和歌山県営相撲場）
- 5月22日（日） - 第100回高等学校相撲金沢大会　（石川・石川県卯辰山相撲場）
- 6月5日0（日） - 第90回西日本学生相撲選手権大会	（大阪・堺市大浜公園相撲場）
- 6月5日0（日） - 第95回東日本学生相撲選手権大会	（東京・両国国技館）
- 6月12日（日） - 第2回全国女子相撲選抜ひめじ大会（兵庫・姫路市網干南公園相撲場）
- 6月26日（日） - 第45回西日本実業団相撲選手権大会	（大阪・堺市大浜公園相撲場）
- 7月3日0（日） - 第54回東日本実業団相撲選手権大会　（埼玉・埼玉県立武道館）
- 7月3日0（日） - 第4回全国学生女子相撲選手権大会　（東京・日本大学八幡山総合体育館）
- 7月3日0（日） - 第76回西日本選抜学生相撲大会（大阪・堺市大浜公園相撲場）
- 7月17日（日） - 第6回全日本大学選抜相撲金沢大会（石川・石川県卯辰山相撲場）
- 7月23日（土） - 第7回全日本女子相撲郡上大会　（岐阜・郡上市相撲場）
- 7月24日（日） - 第43回東日本学生相撲個人体重別選手権大会　（東京・靖国神社相撲場）
- 7月24日（日） - 第41回西日本学生相撲個人体重別選手権大会　（大阪・堺市大浜公園相撲場）
- 7月31日（日） - 第47回全国選抜社会人相撲選手権大会	（石川・津幡町常設相撲場）
- 7月31日（日） - 第32回わんぱく相撲全国大会	（わんぱく横綱、東京・国技館）
- 8月3日0（水）～5日（金） - 第94回全国高校相撲選手権大会  （高校横綱 、鳥取・鳥取県民体育館）
- 8月7日0（日） - 第27回全国都道府県中学生相撲選手権大会	 （東京・両国国技館）
- 8月14日（日） - 第51回全日本大学選抜相撲十和田大会	（青森・十和田市相撲場）
- 8月15日（月） - 第65回選抜高校相撲十和田大会　（青森・十和田市相撲場）
- 8月20日（土）～21日（日） -第46回全国中学校相撲選手権大会 （中学生横綱、石川・津幡運動公園体育館特設相撲場）
- 8月21日（日） - 第55回全国教職員相撲選手権大会　（愛媛・西予市乙亥の里乙亥会館アリーナ）
- 9月4日0（日） - 第59回選抜高校相撲宇佐大会　（大分・宇佐市総合運動場宇佐相撲場）
- 9月11日（日） - 第64回全国選抜大学・実業団相撲刈谷大会　（愛知・刈谷市体育館特設相撲場）
- 9月18日（日） - 第41回全国学生相撲個人体重別選手権大会　（大阪・堺市大浜公園相撲場）
- 9月18日（日） - 第58回全日本実業団相撲選手権大会　（実業団横綱、和歌山・県営相撲競技場）
- 9月24日（土）～25日（日） - 65回東日本学生相撲リーグ戦　（東京・靖国神社相撲場）
- 10月2日（日）～4日（火） - 第71回国民体育大会相撲競技　（岩手・八幡平市総合運動公園体育館）
- 10月9日（日） - 第13回全国少年相撲選手権大会　（東京・両国国技館）
- 10月16日（日） - 全日本女子相撲選手権の一般部門・中学生部門・小学生部門が大阪府・堺市大浜公園相撲場で開催された。
  - 第21回全日本女子相撲選手権大会
  - 第13回全日本中学生女子相撲大会
  - 第19回全日本小学生女子相撲大会
- 11月5日（土）～6日（日） - 第94回全国学生相撲選手権大会　（学生横綱、東京・両国国技館）
- 12月4日（日） - 全日本相撲選手権の一般部門・小学生部門が東京・両国国技館で開催された。
  - 第65回全日本相撲選手権大会	（アマチュア横綱）
  - 第29回全日本小学生相撲優勝大会

## 死去
- 3月10日 - 琴若央雄（最高位：前頭2枚目、所属：佐渡ヶ嶽部屋、* 1954年（昭和29年））[161]
- 3月30日 - 福本光一（最高位：幕下2枚目、所属：大山部屋、世話人：總登、* 1955年（昭和30年））[162]
- 6月3日 - 床泉（三等床山、所属：東関部屋、 * 1981年（昭和56年））[163]
- 6月20日 - 米村天心（プロレスラー、元幕下75枚目高昇、* 1946年【昭和21年】）
- 7月31日 - 千代の富士貢（最高位：第58代横綱、所属：九重部屋、年寄：九重、* 1955年（昭和30年））[44]
- 10月23日 - 羽黒岩智一（最高位：小結、所属：立浪部屋、* 1946年（昭和21年））[164]
- 11月28日 - 永源遙（プロレスラー、元幕下71枚目永源、* 1946年【昭和21年】）[165]